# Kepa Peñagarikano
Kepa Peñagarikano Arteaga, nacido el 27 de febrero de 1981 en Azpeitia (Guipúzcoa), conocido como Peñagarikano, era un jugador español de pelota vasca a mano. Jugaba en la posición de zaguero, para la empresa ASPE.

## Carrera profesional
Debutó como profesional en el año 2001 en su localidad natal, cuando contaba con 20 años de edad. 
En su carrera profesional destaca el Campeonato Manomanista de Segunda Categoría que obtuvo en 2003. Desde 2004 ha participado en todas las ediciones del Manomanista de Primera Categoría, hasta el año 2009.

## Palmarés
Como aficionado:
- Campeón Torneo El Diario Vasco Parejas Juvenil 1999.
- Subcampeón Liga Vasca Clubes Individual 2001.
- Campeón Torneo Zumárraga de Parejas 2001

Como profesional:
- Campeón Manomanista de Segunda 2003

## Final del manomanista de 2ª Categoría
| Año  | Campeón      | Subcampeón | Tanteo | Frontón      |
| ---- | ------------ | ---------- | ------ | ------------ |
| 2003 | Peñagarikano | Berraondo  | 22-09  | Aritzbatalde |